# Дзапонета
Дзапонѐта (на италиански: Zapponeta, на местен диалект Zapponète, Дзапонете) е малко морско курортно градче и община в Южна Италия, провинция Фоджа, регион Пулия. Разположено е на брега на Адриатическо море. Населението на общината е 3465 души (към 2010 г.).